# Hilaira
Hilaira Simon, 1884 è un genere di ragni appartenente alla famiglia Linyphiidae.

## Distribuzione
Le 23 specie oggi attribuite a questo genere sono state reperite nella regione olartica: i luoghi di rinvenimento sono prevalentemente russi; le due specie dall'areale più vasto sono la H. herniosa e la H. vexatrix reperite in varie località dell'intera regione olartica..
In Italia sono stati rinvenuti esemplari di H. excisa in alcune località del settentrione; sono segnalati anche rinvenimenti di H. tatrica.

## Tassonomia
Considerato un sinonimo anteriore di Utopiellum Strand, 1901, a seguito di un lavoro dell'aracnologo Holm del 1945; è anche sinonimo anteriore di Arctilaira Chamberlin, 1921 a seguito di un altro lavoro dello stesso Holm del 1960 e, infine, lo è anche di Soudinus Bishop & Crosby, 1936 a seguito di un lavoro di Marusik et al. del 1993.
Non è invece sinonimo posteriore di Leptothrix Menge, 1869, a seguito di un lavoro degli aracnologi Merrett, Locket & Millidge del 1985 e contra un lavoro anteriore dello stesso Millidge del 1977.
Non è inoltre sinonimo anteriore di Oreoneta Chyzer & Kulczyński, 1894, secondo uno studio di Saaristo & Marusik del 2004.
A dicembre 2011, si compone di 23 specie:
1. Hilaira asiatica Eskov, 1987 — Russia
2. Hilaira banini Marusik & Tanasevitch, 2003 — Mongolia
3. Hilaira canaliculata (Emerton, 1915) — Russia, USA, Canada
4. Hilaira dapaensis Wunderlich, 1983 — Nepal
5. Hilaira devitata Eskov, 1987 — Russia
6. Hilaira excisa (O. P.-Cambridge, 1871)[5] — Europa, Russia
7. Hilaira gertschi Holm, 1960 — Russia, Alaska
8. Hilaira gibbosa Tanasevitch, 1982 — Russia, Mongolia, Canada
9. Hilaira glacialis (Thorell, 1871) — Norvegia, Russia
10. Hilaira herniosa (Thorell, 1875) — Regione olartica
11. Hilaira incondita (L. Koch, 1879) — Russia
12. Hilaira jamalensis Eskov, 1981 — Russia
13. Hilaira marusiki Eskov, 1987 — Russia, Mongolia
14. Hilaira minuta Eskov, 1979 — Russia, Mongolia
15. Hilaira nivalis Holm, 1937 — Russia
16. Hilaira nubigena Hull, 1911 — Regione paleartica, Alaska
17. Hilaira pelikena Eskov, 1987 — Russia
18. Hilaira pervicax Hull, 1908 — Regione paleartica
19. Hilaira proletaria (L. Koch, 1879) — Russia, Alaska
20. Hilaira sibirica Eskov, 1987 — Russia, Mongolia, Canada
21. Hilaira syrojeczkovskii Eskov, 1981 — Russia
22. Hilaira tuberculifera Sha & Zhu, 1995 — Cina
23. Hilaira vexatrix (O. P.-Cambridge, 1877) — Regione olartica

### Specie trasferite
1. Hilaira algida Hackman, 1954; trasferita al genere Sougambus Crosby & Bishop, 1936[1].
2. Hilaira alpina Eskov, 1987; trasferita al genere Oreoneta Kulczyński, 1894.
3. Hilaira balia Bishop & Crosby, 1929; trasferita al genere Neomaso Forster, 1970.
4. Hilaira carli Lessert, 1907; trasferita al genere Sciastes Bishop & Crosby, 1938.
5. Hilaira corneliae (Chamberlin & Ivie, 1944); trasferita al genere Disembolus Chamberlin & Ivie, 1933.
6. Hilaira dubia Hackman, 1954; trasferita al genere Sciastes Bishop & Crosby, 1938.
7. Hilaira frigida (Thorell, 1872); trasferita al genere Oreoneta Kulczynski, 1894.
8. Hilaira frigida brunnea (Emerton, 1882); trasferita al genere Oreoneta Kulczynski, 1894, con la nuova denominazione Oreoneta brunnea (Emerton, 1882).
9. Hilaira frigida intercepta (O. P.-Cambridge, 1873); trasferita al genere Oreoneta Kulczynski, 1894, con la nuova denominazione Oreoneta intercepta (O. P.-Cambridge, 1873).
10. Hilaira holmi Eskov, 1981; trasferita al genere Drepanotylus Holm, 1945.
11. Hilaira hyperborea Kulczynski, 1908; trasferita al genere Sciastes Bishop & Crosby, 1938.
12. Hilaira leviceps (L. Koch, 1879); trasferita al genere Oreoneta Kulczynski, 1894.
13. Hilaira mentasta (Chamberlin & Ivie, 1947); trasferita al genere Sciastes Bishop & Crosby, 1938.
14. Hilaira modesta (Thorell, 1872); trasferita al genere Oreoneta Kulczynski, 1894.
15. Hilaira mongolica Wunderlich, 1995; trasferita al genere Oreoneta Kulczynski, 1894.
16. Hilaira montigena (L. Koch, 1872); trasferita al genere Oreoneta Kulczynski, 1894 (alcuni esemplari di questa specie sono stati rinvenuti in Italia settentrionale[2]).
17. Hilaira montigena arctica Holm, 1960; trasferita al genere Oreoneta Kulczynski, 1894, con la nuova denominazione Oreoneta arctica (Holm, 1960).
18. Hilaira plagiata Tullgren, 1901; trasferita al genere Laminacauda Millidge, 1985.
19. Hilaira punctata Tullgren, 1955; trasferita al genere Oreoneta Kulczynski, 1894.
20. Hilaira sinuosa Tullgren, 1955; trasferita al genere Oreoneta Kulczynski, 1894.
21. Hilaira tatrica Kulczynski, 1915; trasferita al genere Oreoneta Kulczynski, 1894.
22. Hilaira tatrica garrina Chamberlin, 1949; trasferita al genere Oreoneta Kulczynski, 1894, con la nuova denominazione Oreoneta garrina (Chamberlin, 1949).
23. Hilaira uncata (O. P.-Cambridge, 1873); trasferita al genere Drepanotylus Holm, 1945.

### Nomen dubium
- Hilaira consimilis (O. P.-Cambridge, 1875); esemplare maschile, originariamente identificato come Erigone consimile, a seguito di un lavoro dell'aracnolgo Holm del 1945 è da ritenersi nomen dubium[1].